# Crise monétaire européenne de l'année 1976

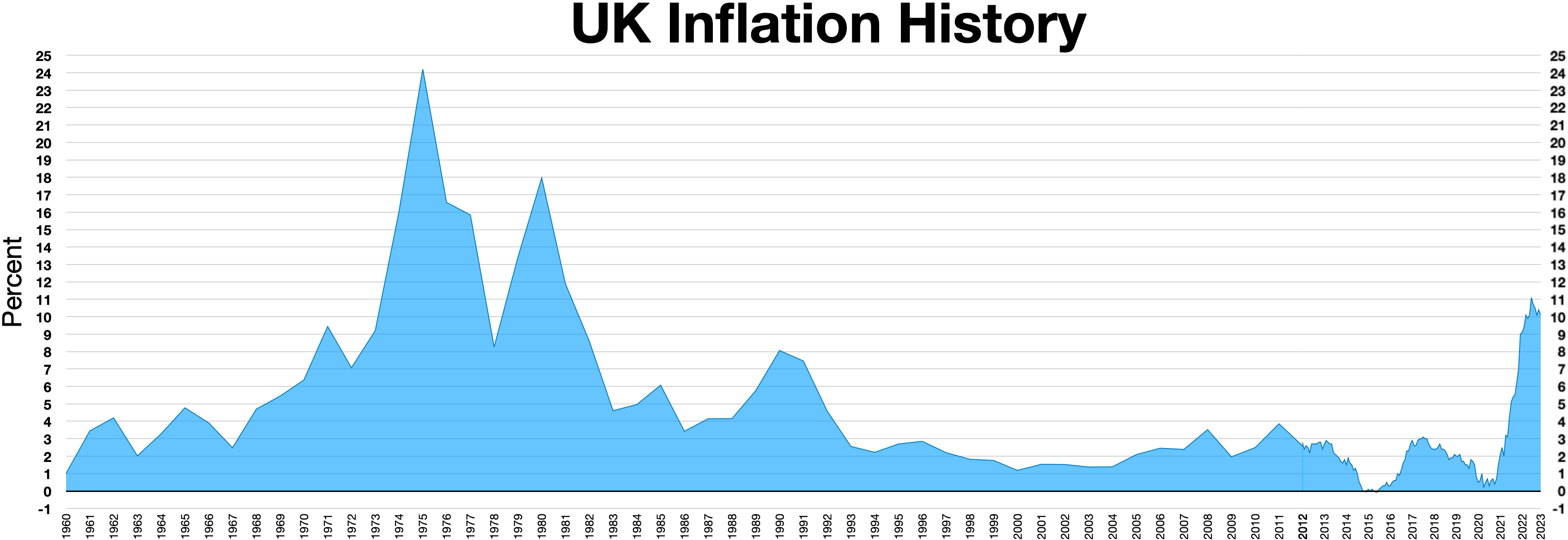
Historique de l'inflation au Royaume-Uni

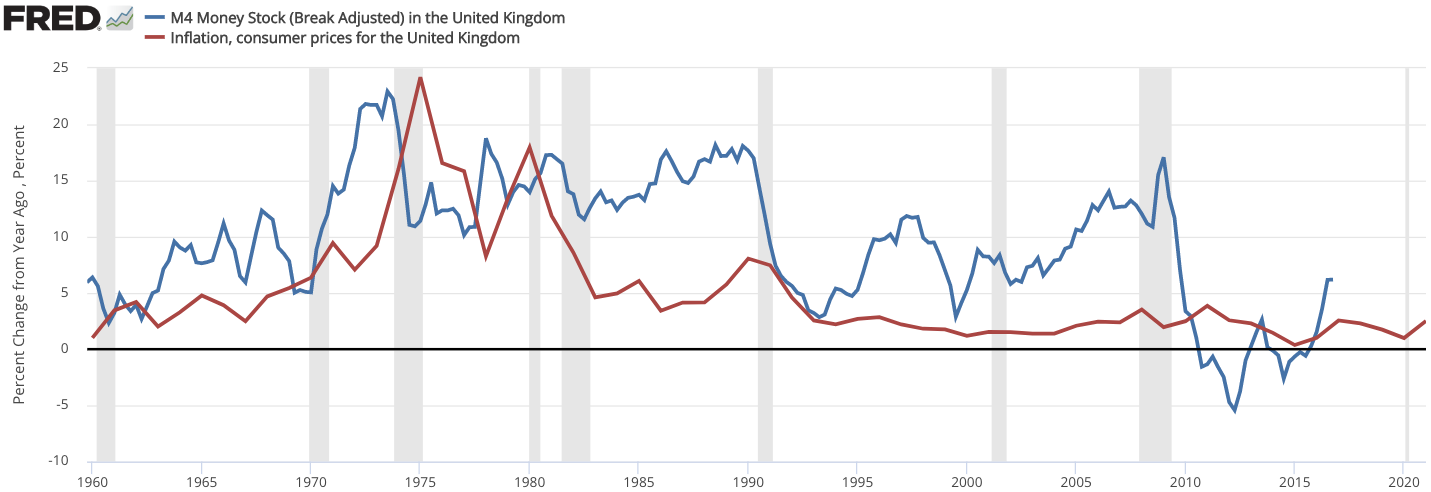
Masse monétaire et inflation au Royaume-Uni

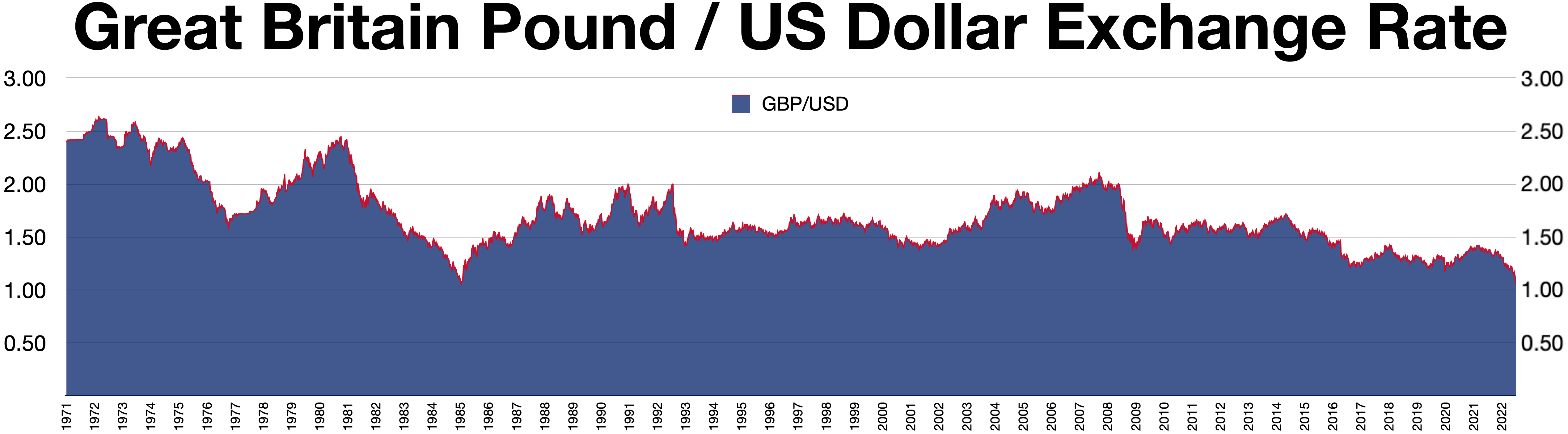
Taux de change GBP/USD

La Crise monétaire européenne de l'année 1976, parfois appelée aussi crise de la livre sterling de 1976" ou encore "crise de la lire italienne de 1976" est une crise monétaire intervenue au sein du Serpent monétaire européen dans le sillage de la grève des mineurs britanniques de 1974, des problèmes de succession de Franco en Espagne, des difficultés du Compromis historique en Italie, de la guerre du Kippour et du premier choc pétrolier.
Le système des changes flottants, encore en vigueur depuis peu et entériné par les accords de la Jamaïque du 8 janvier 1976, dans la foulée du sommet de Rambouillet, est soumis à de fortes pressions spéculatives, qui provoquent la sortie du Serpent monétaire européen ou la dévaluation de quatre grandes monnaies, celles de l'Italie, l'Espagne, la France et l'Angleterre. Après cette crise, de 1976 à 1979 le Serpent monétaire européen devient une sorte de zone mark : seuls mark, florin, franc belge et couronnes scandinaves y participent.
Le Sommet du G7 de 1976 est convoqué le 28 juin à Porto Rico, réunissant des « pays très inquiets de la crise », alors que les recommandations du sommet de Rambouillet semblent peu suivies, mais quatre d'entre eux ne veulent pas aider l'Italie. Elle obtiendra cependant, peu après et comme l'Angleterre, un prêt important du FMI puis connaitra à nouveau en 1992 "l'humiliation suprême de l'expulsion de la lire du SME", alors qu'un demi-siècle plus tôt, « en voulant utiliser la monnaie forte comme le symbole d'un Etat fort et en réévaluant la lire, Mussolini poursuivait le rêve d'une autosuffisance de l'économie nationale », selon Massimo Amato, chercheur à l'Istituto di Storia Economica de l'université Bocconi.
La cause principale de cette crise est le quadruplement du coût de l'énergie causé par le premier choc pétrolier à l'hiver 1973-1974, qui se combine avec une très forte inflation et des revendications salariales jugées irréalistes dans plusieurs pays. En Italie, l'inflation atteint un pic de 24 % en 1976 et elle oscillera encore entre 12 % en 1978 et 21 % en 1979, année de l'entrée effective de la lire italienne dans le Système monétaire européen (SME).
En Angleterre, l'inflation culmine à 28 % dès août 1975 puis reste très élevée, à 24,2 % en novembre 1975, avant de diminuer seulement au début de l'année 1976, après des accords avec les syndicats pour contenir les hausses de salaire. Cette situation entraîne un pic historique des rendements obligataires et des coûts d'emprunt du pays, mais aussi un déficit de la balance des paiements et un déficit public majeur.
Le chef du gouvernement travailliste Harold Wilson démissionne le 16 mars, lendemain de la décision de son homologue français Jacques Chirac de sortir du Serpent monétaire européen. Il est remplacé par  James Callaghan qui doit emprunter fin septembre au Fonds monétaire international (FMI) 3,9 milliards de dollars, montant inégalé à l'époque, afin de reconstituer des réserves de change nécessaires pour maintenir la valeur de la livre sterling, mais dont seulement une partie sera utilisée.
Après cette crise, de 1976 à 1979 le Serpent monétaire européen devient une sorte de zone mark : seuls mark, florin, franc belge et couronnes scandinaves y participent.

## Contexte et prémices

### Premier choc pétrolier
L'l’Égypte a traversé en octobre  1973 le canal de Suez pour reprendre à l'État d'Israël la péninsule du Sinaï et 'octobre 1973 à mars 1974, le prix du baril a quadruplé, passant de 2,59 à 11,65 dollars ce qui déclenche pour la Grande-Bretagne un choc économique grave.
À l'exception des États-Unis, la récession déclenchée par le premier choc pétrolier fut « marquée dans tous les pays par la poursuite de la croissance du salaire horaire réel, à un rythme parfois élevé ». Des économistes ont tenté d'étudier « le poids de différents facteurs dans la genèse de l'inflation » observée aussi en France en 1975 et l'année suivante, en particulier par « l'interprétation des écarts observés entre les taux d'inflation enregistrés dans divers pays : États-Unis, Allemagne, Pays-Bas, Japon, Italie ».
La Grande-Bretagne fut un allié de longue date d'Israël dans le conflit israélo-arabe,.
En 1967, le canal de Suez, par lequel transitait 20 % de tout le trafic pétrolier, avait été fermé pendant huit ans à la suite de la guerre des Six Jours, Israël occupant la péninsule du Sinaï, d'où un embargo pétrolier de quelques mois.

### Serpent européen et accords de la Jamaïque
La crise démarre quelques semaines après l'assouplissement du régime de changes international décidé par les accords de la Jamaïque signés à Kingston les 7 et 8 janvier 1976, au Comité intérimaire du Fonds monétaire international (FMI). Cette abolition définitive au système monétaire de parités fixes est présenté en Angleterre, « comme le plus apte à sauvegarder, à la fois, le volume du commerce mondial et les choix économiques et sociaux internes », compte tenu de la création du serpent monétaire (1972-1978) qui est censé suppléer à la fin des accords de Bretton Woods et vise à limiter les fluctuations de taux de change entre les pays membres de la Communauté économique européenne.
Jugeant la livre surévaluée, le gouvernement travailliste a « discrètement demandé à la Banque d’Angleterre d’intervenir » pour la faire baisser et a diminué les taux d’intérêt. Mais comme les réserves de change, en hausse jusque-là, ont commencé à plonger en mars 1976 sur fond de déstabilisation générale du serpent monétaire, cela a déclenché « une panique sur les marchés et à un effondrement de la livre ».

### Vision naïve du recyclage des pétrodollars
Au cours des années 1974 et 1975, Londres a porté « une attention inquiète » au problème des pétrodollars, terme désignant les énormes excédents financiers résultant du quadruplement des recettes des pays producteurs après le premier choc pétrolier, placés dans des banques occidentales. Le Trésor britannique estime d'abord que « l'accumulation » des pétrodollars, constitue une « menace supplémentaire de perturbations monétaires », en plus de contribuer à « une importante diminution du pouvoir d'achat mondial », par la ponction sur les revenus des pays consommateurs, même si « la masse des pétrodollars » se révèle « sensiblement inférieure au solde commercial de l'ОРЕР ».
Le chancelier de l'échiquier du gouvernement travailliste Denis Healey a ainsi d'abord présenté un plan de recyclage des pétrodollars, en partie repris par le FMI en 1975, mais Londres a ensuite dès 1976 sous-estimé ce problème, jugeant qu'il avait « perdu de son acuité », en se réjouissant plutôt que la Grande-Bretagne ait pu « augmenter de 95 % », soit plus que prévu, ses exportations aux pays producteurs de pétrole au cours de l'année 1995, espérant que ce soutien à la balance commerciale soutiendrait aussi sa monnaie. Ainsi, des mesures protectionnistes finalement adoptées le 17 décembre 1975 sont très timorées, tandis que ces exportations mirifiques chutent lors de l'hiver 1975-1976. En janvier 1975, le pétrole de Mer du Nord étant prometteur, Londres avait exigé 51 % des nouvelles sociétés, mais quand il commence à arriver à terre, en Écosse, à l'été le calendrier des recettes fiscales attendues est reporté dans le temps, l'échéance des flux importants étant repoussée à 1980.
Côté OPEP, la spéculation a vite succédé à l'investissement durable : de 1974 à 1977 le flux net d'excédents placés dans les pays de l'OCDE en investissements immobiliers et titres financiers a dépassé 15 milliards de dollars par an, principalement en titres et en dépôts dans les eurobanques de Londres, d'une « extrême liquidité ». Dans cette masse financière, la spéculation sur le marché des changes est devenue plus intéressante que le placement en actions et obligations, en raison du bond de l'inflation et des opportunités offertes par le serpent monétaire européen.

### Contexte spécifique à l'Italie
Entre 1972 et 1982, le cours du mark allemand est passé de 200 à 600 lires, dans un contexte d'inflation très élevée spécifique à plusieurs pays européens, dont l'Angleterre et l'Italie.

### Contexte spécifique à la France
Le plan de relance mis en place par le Premier ministre Jacques Chirac en 1975, qui s'inspire des recettes du keynésianisme avec une orientation hydraulique, afin de soutenir l'activité économique française à la suite du premier choc pétrolier, est critiqué en raison de son poids pour les finances publiques françaises, mais aussi et surtout parce qu'il nuit à la baisse de l'inflation.
Lorsque l'économie rechute fin 1974, Valéry Giscard d'Estaing est élu président de la République au début de l'année 1974, demande à son Premier ministre, Jacques Chirac, de préparer un plan de relance pour faire sortir la France du marasme économique,. La somme de 30 milliards de francs est allouée à ce plan en ce qui concerne les dépenses, soit 2,3% du PIB.
Il contribue à l'expansion économique de 4,4% en 1976, mais une partie de cette croissance est une récupération automatique due à la chute du taux de croissance, passé de 5% en 1973 à 0% en 1975. Le plan creuse le déficit commercial d'environ 11 milliards, soit de 0,75% du PIB. Elle est partiellement responsable du déficit budgétaire de 2,8% de 1975 et de son maintien à -1,5% l'année suivante.
La relance Chirac a pour inconvénient de participer à l'augmentation de l'inflation, 
le consensus des experts l'anticipe, en milieu d'année 1976, à 13% pour la France, auto-entretenue car la progression des salaires est indexée sur celle des prix et finalement elle atteindra 11% en 1976. Tous ces effets négatifs rendent par la suite nécessaire une politique de rigueur.

### Contexte spécifique à l'Angleterre

#### Budget 1972 d'Anthony Barber
L'origine la crise remonte en partie au budget conservateur de 1972 « dépenses pour la croissance » qui a déclenché le cycle d’inflation, ainsi qu'aux hausses de salaires entrainées par la grève des mineurs britanniques de 1974. En 1973, le Royaume-Uni était entré dans la CEE, ancêtre de l'Union européenne. Il connaît alors déjà les prémices d'un cycle d'inflation dont le déclenchement est attribué[Par qui ?] au budget préparé par le ministre de l'économie, Anthony Barber, pour l'année 1972[réf. nécessaire].
Ce budget, conçu fin 1971 pour permettre aux conservateurs, impopulaires, de rester au pouvoir lors d'élections attendues en 1974 ou 1975, a permis une brève période de croissance connue sous le nom de « boum de Barber », encourageant une spirale salaires-prix accentuée par deux grèves des mineurs victorieuses, début 1972 et début 1974, mais aussi par une forte inflation et une dépréciation de la livre sterling, qui culminera avec la crise de 1976.
Contraint d'introduire des mesures anti-inflationnistes, Anthony Barber crée une commission sur les prix et un conseil des salaires et les conservateurs perdent les  élections générales de février 1974 face au Parti travailliste d'Harold Wilson, sur fond d'une exceptionnelle crise obligataire de 1974. Le marché des emprunts d'État s'effondre en mars, juin et octobre.
L'inflation atteint ensuite 24,2 % sur l'année 1975.

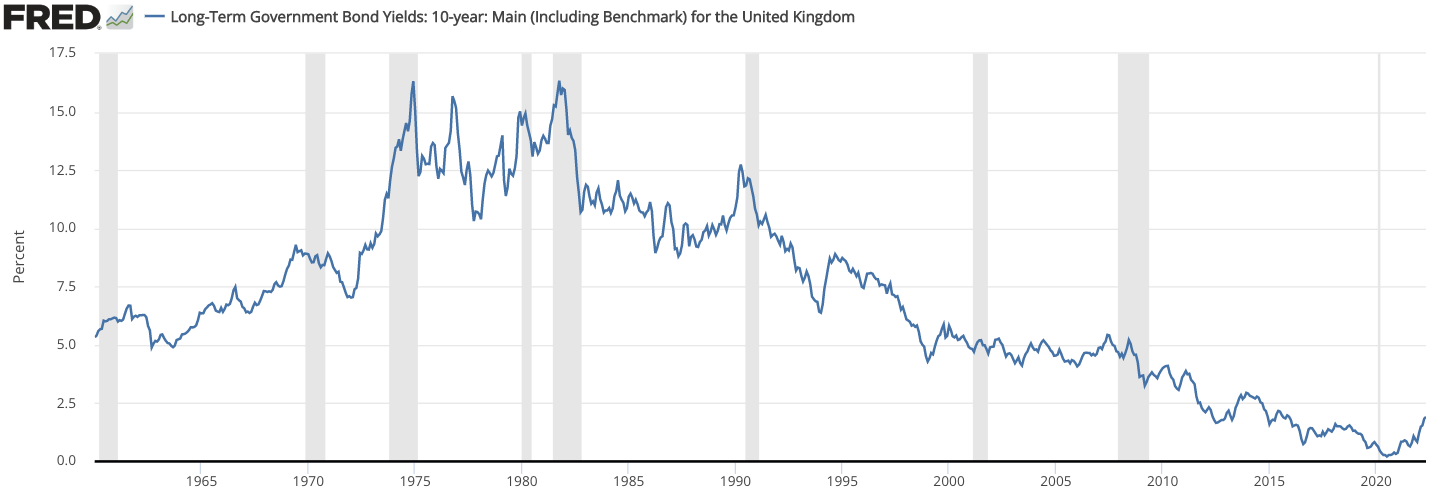
Obligations britanniques 1960-2022. Le rendement des emprunts publics pour financer la dette publique (obligations à 10 ans) a augmenté jusqu'à atteindre plus de 15 % dans les années 1970 et au début des années 1980.

#### Divisions syndicales et travaillistes
Le déclenchement du premier choc pétrolier fin octobre 1973 a été suivi le 12 novembre par le déclenchement de plus grande grève des mineurs britanniques de l'histoire, qui espère faire diminuer les stocks de charbon comme lors de la grève des mineurs, appuyée par un vote majoritaire des mineurs à bulletins secrets et le soutien symbolique de 40000 manifestant étudiants, qui s'était achevée le 28 février 1972 par des salaires augmentés de 20 %. Le tribunal d'enquête sur le retard accumulé par les rémunérations des mineurs depuis plusieurs années, confié au magistrat Lord Wilberforce et son rapport publié le 18 février, après seulement une semaine, avait permis la reprise du travail et légitimé la grève.
Depuis l'échec de la grève sauvage des mineurs de 1969, le syndicalisme anglais est cependant divisé et à l'hiver 1973-1974 le gouvernement conservateur d'Edward Heath décide cette fois de faire durer le bras de fer pour se poser en rempart contre la minorité communiste menée par Arthur Scargill, ex-animateur de la grève sauvage de 1969. Estimant qu'une minorité syndicale prend le pays en otage et impose sa loi, il décide rapidement des restrictions d'énergies impopulaires, qui destabilise les autres industries, puis convoque les élections générales britanniques de février 1974, qu'il perd, de façon imprévue. La grève des mineurs britanniques de 1974 semble ainsi un acté héroïque qui a fait tomber un gouvernement hostile aux syndicats. Mais une large partie des électeurs se tourne aussi vers le Parti libéral, qui monte à 19 % contre 7,5 % en 1970. Sans lui, le nouveau Premier ministre travailliste Harold Wilson n'a pas de majorité. Subissant 17 votes négatifs entre mars et septembre, il dissout la Chambre des communes. Le Parti libéral, se maintient à 18 % lors des élections anticipées d'octobre 1974, à nouveau perdues par les conservateurs mais où les travaillistes n'ont qu'une majorité fragile de 5 sièges, qui va s'étioler lors d'élections anticipées.
L'année suivante, en 1975, l'envol de l'inflation, qui connait une pointe à 27 % en août 1975,, puis reste encore à 25,2 % en novembre 1975, surprend par son ampleur un gouvernement travailliste qui avait trouvé un accord avec les syndicats pour contenir les revendications salariales, fragilisant ce consensus et donnant des arguments aux réticences de l'aile gauche du mouvement syndical à accepter ces restrictions. Les divisions, qui se confirment au sein du monde syndical et travailliste, seront ensuite suivies de très près par la spéculation au cours de l'année 1976.

## Déroulement

### Les étapes d'une spéculation sur le mark, face au dollar et aux monnaies faibles
En quelques semaines, le sommet de Rambouillet suivi des accords de la Jamaïque officialise un marché des changes où même la parité dollar-mark, centrale et structurante, devient exposée à plusieurs spéculations, qui se combinent, sur la hausse du mark contre le dollar mais aussi contre les autres monnaies européennes, car les transferts de capitaux, en particulier spéculatifs, ne s'effectuent, à chaque étape de la crise "plus que vers la monnaie européenne la plus solide". La très riche actualité politique de l'année, en Europe comme aux Etats-Unis, permet aux spéculateurs de se préparer à plusieurs échéances, parmi lesquelles les rebondissement dans la campagne de Jimmy Carter en 1976, où jusqu'en septembre 1976, l'avance dans les sondages du démocrate Jimmy Carter est "considérable" face au président Gerald Ford",. 
La forte avance de Carter fond, en deux temps, après deux fautes stratégiques, qu'il reconnait lui-même, le scandale créé par sa promesse d'amnistier les déserteurs de la guerre du Viêt Nam et l'interview au magazine Playboy, où il parle d'attirance pour d'autres femmes que la sienne, y revenant maladroitement peu après dans le premier débat télévisé.
Autres échéances, les élections de mars en France et juin en Italie, où le PSI annonce début janvier qu'il veut gouverner avec les communistes, ou encore les étapes de la contestation des plans anti-inflation par l'aile gauche des travaillistes anglais. Aux Etats-Unis, l'avance de Carter dans les sondages monte, par palliers spectaculaires, jusqu'à 33 points à la fin juillet, pour revenir à 18 points à la fin août et ensuite fondre en deux mois: le 2 novembre 1976, veille du scrutin, Ford a finalement refait tout son retard. Alors que le dollar progressait contre le mark en 1975 et début 1976, il subit entre mars et juillet 1976 des accès de faiblesse spéculatifs face au mark, prenant prétexte de ces sondages très attendus, car le démocrate Jimmy Carter promet une politique monétaire accomodante, luttant contre le chômage né du premier choc pétrolier et que le gouverneur de la banque centrale américaine, en place depuis 1970, espère bien en obtenir un nouveau sous Carter à l'échéance de 1978 . La future administration Carter est dès la campagne électorale soupçonnée de sa "tendance  à  laisser  baisser  le  dollar  pour  favoriser  les  exportations américaines". Comme "la tenue du dollar influence l'évolution du mark" faux aux monnaies européennes faibles (franc, livre, lire et peseta), après l'automne 1976 qui voit Carter rattrapé dans les sondages puis victorieux mais avec une marge infime, le dollar s'est repris, les Allemands commençant peu à peu à s'inquiéter des conséquences commerciales d'un mark trop fort, et "le franc s'est mieux comporté" face au mark, malgré "la différence d'inflation apparente" entre la France et l'Allemagne.
Malgré le brusque relèvement des taux d'intérêt italiens de 8% à 12 %, qui se combine avec une "recherche drastique d'économies", début avril, la chute de la lire atteint près de 20% depuis le 20 janvier. Seuls "deux soleils, le dollar et le mark" ont bénéficié de "l'amélioration de la conjoncture mondiale", observe l'économiste Maurice Bommensath dans Le Monde, en saluant deux pays où la crise "longue et profonde" générée en 1974-1975 par le premier choc pétrolier a "entraîné des adaptations souvent très dures, mais qui ont été acceptées", avec même aux États-Unis, une inflation est revenue dessous de 4%, ce qui est loin d'être le cas en France (10%), Grande-Bretagne (15%) et Italie (12%), même si dans ces deux derniers elle avait dépassé 20% en 1975.
Parmi les "désordres monétaires" du premier trimestre, la "chute du gouvernement italien" et la "vente de livres par le Nigeria" et le mark allemand "risque d'être affecté" par ce "réalignement de parités européen" note alors l'économiste Maurice Bommensath.

### Crise politique en Italie
Dans les premiers mois de 1976 dans les grandes villes italiennes, les mouvements dits "autonomistes" deviennent capables d’organiser leurs "propres manifestations", au cours desquelles se multiplient les attaques – avec incendies, pillages, dévastations et fusillades – contre des cibles institutionnelle: siège des partis, préfectures, casernes, commissariats de police, associations d’industriels, journaux. La ligne politique plus modérée du secrétaire général du PCI d'Enrico Berlinguer les pousse à se radicaliser, car ils refusent sa  stratégie de compromis historique consistant appuyer un Gouvernement de coalition avec la Démocratie chrétienne pour rassurer les Américains et les élites italiennes.
Le 31 décembre 1975, Francisco De Martin, secrétaire du parti socialiste italien, exige d'associer les communistes à la majorité au pouvoir, dont le PSI fait partie, mais le 7 janvier 1976, c'est la crise politique en Italie, Aldo Moro doit former un gouvernement monocolore et minoritaire et organiser des élections anticipées en juin où les sondages promettent au Parti communiste 35 % et une participation électorale globale de 93 %, la plus élevée depuis 1958.
Le 21 janvier 1976 voit la première rencontre des dirigeants socialistes et communistes italiens. Après avoir dépensé 528 millions de dollars en 3 semaines, la Banque d'Italie suspend son soutien, jusqu'à mars, à la lire, qui flotte depuis le 9 février 1973 et a perdu depuis 21 %. Le lendemain, le marché des changes italien est fermé, le cinquième blocage du marché en quatre ans, et la spéculation des États-Unis dénoncée par les quotidiens La Repubblica et L'Unita (gauche).
Le 17 mars 1976, la parité de 880 lires pour un dollar est atteinte contre 683 au début de l'année, soit moins 30%. Les élections politiques du 20 juin 1976 voient ensuite la ligne modérée du PCI se concrétiser et les communistes consentir à la formation d’un gouvernement de « solidarité nationale » présidé par le démocrate chrétien Giulio Andreotti mais constitué de sa seule formation politique, choix jugé frustrant par ceux « qui avaient vu, dans la croissance électorale de la gauche en 1974-1975, la possibilité d’un changement politique radical ». Dès 1975, une vingtaine de militants d'ultra-gauche avaient créé les Forces Communistes Armées (FCA), accusées d'une série d’attentats entre 1975 et 1976, frappant notamment la gestion des télécoms le 4 novembre 1975 puis causant la blessure aux jambes de Giovanni Theodoli, président de l’Union Pétrolifère Italienne et de Chevron Oil Italia, le 21 avril 1976, ou s'en prenant à la cinémathèque de la RAI à Rome, le 29 mai 1976. Entre la fin de l’année 1975 et le printemps 1976, une partie d'entre eux intègrent les Brigades Rouges.
Le 3 octobre 1976, la lire est de nouveau sous pression car l'inflation italienne grimpe à 18 %, le Parti communiste italien accepte le compromis historique.

### Crise du serpent monétaire européen de janvier à mars
La crise a lieu en plusieurs vagues, les plus importantes ayant lieu en mars, juin et septembre. Les événements s'accélèrent à partir de janvier 1976 en Belgique: le gouvernement Tindemans II, s'inquiète d'une inflation de 10,8% en septembre 1975 et bloque  les tarifs des services publics, loyers, dividendes, assurances, ou encore de l'eau, gaz, et électricité, mais face au tollé des syndicats, il est obligé de faire évoluer peu à peu sa position, puis finalement à renoncer: les salariés belges gagnant moins de 4400 francs français par mois (80 % du total), continueront à en bénéficier, tandis qu'aux Pays-Bas voisins les blocages de prix de 1976 seront suivi l'hiver suivant par un mouvement de grève obligeant à promettre pour 1977 une indexation automatique des salaires".
En Angleterre, après le rejet du livre blanc sur les dépenses publiques par la Chambre des communes, le Premier ministre travailliste Harold Wilson annonce sa démission imminente le 16 mars 1976, lors d'une conférence de presse retransmise à la télévision, surprenant les observateurs et quittant aussi son poste de chef du Parti travailliste.
La chute de la livre sterling, qui « flotte en dehors du serpent monétaire européen » malgré l'adhésion anglaise à la CEE en 1973, consolidée par la large adhésion au référendum de 1975, est encouragée par des taux d'intérêt restés relativement modérés, en termes réels, pour ne pas aggraver l'effet récessif de la politique des revenus mise en place depuis l'été 1975. Cette chute fait suite à celles de la lire italienne puis du franc français au cours de l'hiver 1975-1976, notamment en janvier-février. 
Elle est d'abord combattue par les banques centrales, car elle « précipite une nouvelle dépréciation de la lire italienne » puis, le 5 mars une attaque des marchés financiers contre le franc français et le franc belge, mais aussi la couronne danoise. La France se retire ainsi du serpent monétaire européen le 15 mars 1976, veille des élections cantonales en France, perdues par la majorité et suivies d'un discours du président français qui souhaite toujours relancer la croissance. Les trois pays du Benelux (Belgique, Pays-Bas et Luxembourg) ont pour leur part mis fin à l'accord particulier qui limitait à 1,5 % les fluctuations de leurs devises dans le serpent.
Le ministre de l'économie Jean-Pierre Fourcade a d'abord annoncé la décision de la France de "suspendre" de nouveau sa participation au "serpent" et révélé que la Banque de France a dépensé l'équivalent en devises de quelque 14 milliards de francs. Les syndicats de salariés, CGT et CFDT, critiquent le fait que ce soit annoncé seulement après les élections cantonales, gagnées par la gauche. Ils critiquent le Premier ministre Jacques Chirac, en estimant que le franc moins élevé par rapport au mark ne suffira pas à réduire le chômage.

### Dévaluation de la peseta enfévrier 1976
Après celle de  la lire à la fin du mois de janvier, la dévaluation impromptue de la peseta en février, déclenchant des « bchats massifs de marks », est la cause de « la nouvelle secousse », le feu sous la cendre s'étant « brutalement rallumé », obligeant les banques centrales d'Allemagne et de France à « agir en commun pour atténuer les pressions spéculatives » mais cette fois pour le franc et plus le dollar, soutenu lui par la Réserve fédérale américaine, « en application de l'accord de Rambouillet », selon le ministre français de l'Économie, Jean-Pierre Fourcade.
Le porte-parole du gouvernement allemand doit démentir le 11 février l'hypothèse d'une réévaluation du deutschemark, sur laquelle parie la spéculation après cette « dévaluation de fait de la peseta » le 9 février, de 11 % environ, trois semaines après celle, de fait aussi, de la lire italienne. Comme la lire, la peseta souffre de fuites de capitaux dues la situation politique en Espagne après la mort du dictateur Franco le 20 novembre 1975 et le troisième gouvernement du franquiste Carlos Arias Navarro, formé le 13 décembre, dont les mesures « libérales » déçoivent l'opposition antifranquiste, très sceptique et que le roi Juan Carlos Ier remplace seulement en juillet 1976 par Adolfo Suárez, dans l'attente de la réforme des institutions via la loi du 18 novembre 1976 et un référendum un mois après. Des grèves de cent mille personnes se à Madrid le 14 janvier, s'étendent « lentement dans le reste du pays », t dix-huit personnalités réclament face à la montée des prix et du chômage, une " rupture démocratique ". en attendant le discours d'Arias Navarro du 28 janvier, après lequel les marchés attendent toujours un « nouveau gouvernement espagnol » qui puisse lancer un « un plan sérieux de lutte contre l'inflation » et le déficit de la balance commerciale DE 3 milliards de dollars en 1975, comme en 1974, un référendum national et la légalisation des partis politiques de gauche se faisant attendre jusqu'en mars.

### Réunion au sommet du 9 mars 1976
La livre connait début mars un nouvel accès de faiblesse  qui a fait renaître les inquiétudes sur les monnaies faibles du serpent monétaire européen, parmi lesquelles le franc français et le 9 mars 1976, Arthur Burns, président du Système de réserve fédéral américain, et Johannes Witteveen, directeur général du Fonds monétaire international, sont invités à la réunion mensuelle à Bâle des gouverneurs des banques centrales pour parler de la livre sterling, la lire, l'organisation des futures ventes d'or par le Fonds monétaire. Il est précisé que les Américains avaient dépensé sans succès pour leur monnaie un total de 346 millions de dollars d'août 1975 à janvier 1976 sur les marchés des changes même si la Fed de New York n'est, elle, intervenue pour la première fois qu'en février, pour freiner la hausse du mark contre dollar. Au cours de cette réunion de février des gouverneurs des banques centrales, Fritz Leutwiller, président de la Banque nationale suisse, fait savoir qu'il pourrait se porter acquéreur d'une partie de l'or vendu par le FMI, en déplorant qu'on minore le rôle du métal précieux. La passivité de la Banque d'Angleterre est dénoncée car elle a  abaissé son taux d'intérêt de 9,25 à 9 % alors que la livre tombait sous les 2 dollars, un commentateur suisse déclarant à la presse, sous anonymat, que le serpent monétaire européen associe des monnaies "adultes", deutschemark et  florin, à d'autres se comportant comme des "petits garçons", dont le franc français, même si taux d'intérêt sur l'eurofranc a le 8 septembre grimpé à 18 %.

### Le franc et la livre sortent du serpent monétaire européen le 15 mars 1976
Les spéculations contre le franc, la lire et la livre sont électrisées, au premier trimestre de l'année 1976, par une échéance dans la première quinzaine de mars: les spéculateurs anticipent des décisions de politique monétaire du premier ministre français Jacques Chirac après les élections cantonales des 7 et 14 mars 1976., qui voient une quinzaine de départements passer à gauche, la majorité de droite conservant la présidence de 54 contre 41 à la gauche.
Le 14 mars 1976, juste après ces élections cantonales "très mauvaises pour la majorité", Jean-Pierre Fourcade ministre de l'économie a rendez-vous avec le ministre allemand des Finances, Hans Apel, une dizaine de hauts fonctionnaires et Bernard Clappier, gouverneur de la Banque de France chez Jean-Marie Soutou, diplomate français à Bruxelles. Ils veulent "obtenir l’accord et l’aide des Allemands pour maintenir le franc dans le serpent mais avec de nouvelles marges de fluctuations", élargies à 7%. Mais ces derniers refusent de réévaluer le mark, et ne veulent bien élargir les marges de fluctuation qu'à condition que l'Allemagne n'en prenne que le tiers à sa charge, en expliquant qu'on  "ne  comprendrait  pas  en Allemagne" car les syndicats allemands, eux, "sont raisonnables" et "viennent d’accepter une augmentation de 5,4% seulement alors qu’en raison du taux de croissance, ils pouvaient avoir beaucoup plus".
Le ministre allemand appelle son chancelier, auquel téléphone le président français, sans que le différend ne soit résolu, les Allemands reprochant aux  Français le  "manque  de  sérieux  et  de  rigueur" de la relance Chirac.
Le 15 mars 1976, le franc tombe à 4,72 pour un dollar et 1,84 pour un mark, et il sort définitivement du serpent monétaire européen, sur une dépréciation de près de 4,5 % face au mark, portée ensuite à 25 % en 3 ans avant Système monétaire européen (SME) de 1979, moins que sur 1973-1976. Le serpent devient une "zone mark", car la lire, la livre et la peseta sortent aussi, et que les trois monnaies scandinaves devront être dévaluées peu après. La couronne danoise sera dévaluée quatre fois en deux ans face au mark, entre octobre 1976 et octobre 1978 et la couronne norvégienne aussi, tandis que la couronne suédoise sort du serpent dès le 28 août 1977 .
L'économiste Maurice Bommensath exprime alors dans Le Monde le souci allemand dont a été témoin Jean-Marie Soutou lors de la réunion du 14 mars à Bruxelles. France, Italie et Angleterre devraient prendre "l'initiative d'une révision des mécanismes monétaires" en "adaptant les contraintes des changes" jugées trop rigides "aux possibilités réelles des pays", estime-t-il, car "elles poussent à l'abandon a priori, ou au découragement, donc aux désordres". L'économiste conseille aussi de mieux répartir "la charge des ajustements" pour "éviter que certains pays encaissent d'une manière disproportionnée", compte tenu de "leur poids économique" les "mouvements relatifs du dollar et du deutschemark".

### La livre se reprend en juin après le congrès des syndicats anglais
Après la démission du Premier ministre travailliste britannique Harold Wilson le 16 mars, de nombreux investisseurs sont convaincus que la sterling va bientôt voir sa valeur se réduire en raison de l'inflation. En juin 1976, sa faiblesse devient record par rapport au dollar, mais le congrès national interprofessionnel des syndicats calme le jeu en soutenant les mesures d'austérité.
Il a lieu du 17 au 20 juin 1976. Le syndicat des transports et la fédération des mineurs, deux composantes-clé du TUC, congrès interprofessionnel des syndicats anglais, acceptent de respecter le nouveau plafond d'augmentation des salaires et le 13 juillet la livre est remontée proche de 1,805 dollar contre 1,70 dollar en juin. Un nouveau paroxysme aura lieu cependant au cours du mandat de James Callaghan comme Premier ministre, qui amène la Banque d'Angleterre à se retirer temporairement des interventions traditionnelles sur le marché des changes.

### Le G7 convoqué fin juin à Porto Rico
Ce qui deviendra le G7 est convoqué le 28 juin pour le Sommet du G7 de 1976, dans la ville américaine de Dorado (Porto Rico), réunissant des « pays très inquiets de la crise ». La réunion de Porto Rico est décidée face à "l'évidence de la crise monétaire avec la chute accélérée de la livre, enrayée au bord du gouffre". Un consensus est dégagé à Porto Rico pour que l'activité industrielle soit freinée, à l'initiative des Américains, notamment de George P. Shultz, ex-ecrétaire au Trésor sous l'administration Nixon et sherpa de Gerald Ford, dans l'espoir de réduire la pression sur les prix et les coûts, avec l'adoption de mesures d'austérité budgétaire pour faire face au risque d'inflation au cours de l'année 1976, ce qui a contribué au ralentissement économique. Depuis le sommet de Rambouillet, « les banques centrales sont intervenues plus massivement sur les marchés des changes » mais « beaucoup de commentateurs en ont manifesté une déception certaine, ironisant sur l'esprit fantôme de Rambouillet » car « sles rythmes annuels d'inflation, pour ne retenir que ce critère, varient dans les principaux pays de 4 à 20 % », ce qui exigerait « scertains ajustements de parité ».
« sLa livre et la lire, affaiblies par la situation économique et politique de la Grande-Bretagne et de l'Italie, fléchissent régulièrement », en particulier face au franc suisse, qui a « bénéficié des difficultés italiennes et britanniques » et, « plus modestement, des incertitudes politiques en France », mais aussi de  la crise libanaise de mai-juin 1976, qui a « sans doute accéléré l'entrée de capitaux étrangers en Suisse ».

### La sécheresse de l'été 1976 en Europe
Pendant la canicule de l'été 1976, causée en France par la sécheresse de 1976 en Europe, l'armée française est réquisitionnée pour transporter du fourrage vers les régions sinistrées et les prix agricoles relancent l'inflation, ce qui tombe mal peu après le premier choc pétrolier, en raison de nombreuses pénuries agricoles. Des records de chaleur sont battus surtout en Angleterre :
- 35,4 °C à North Heath (North Heath (en), dans le Sussex de l'Ouest) et à Dereham (Dereham, dans le comté de Norfolk), ainsi que 35,6 °C à Southampton,
- 34,8 °C au centre de Londres[73],

En France, "chaleur infernale et absence totale de pluies se conjuguent" pour en faire "un cauchemar pour l'agriculture française", pendant une durée exceptionnelle, selon Météo-France, qui en fera un bilan dans son rapport Climsec de 2011 sur l'impact du changement climatique sur les sécheresses. Les 5 000 morts en France de cette canicule sont passés inaperçus à l'époque.
Dès juin 1976, des taxes sont imposées pour empêcher l'exportation de paille et de foin. Le 30 juin, le président Valéry Giscard d'Estaing parle d'une « calamité nationale » à laquelle doit répondre la « solidarité nationale » et il décide le 25 août annonce une aide de 2,2 milliards de francs pour l'agriculture financée par une majoration exceptionnelle de l'impôt sur le revenu, « l'impôt sécheresse ».

### Juillet: révélation d'Helmut Schmidt sur la lire italienne
À la mi-juillet, les propos du chancelier ouest-allemand Helmut Schmidt, selon lesquels quatre des pays participant au sommet de Porto Rico ont décidé de n'apporter aucune aide économique à l'Italie si les communistes participent au gouvernement dans ce pays ont été indirectement confirmés par la Maison Blanche, des précisions et des nuances étant ensuite données dans les milieux officiels américains. Les quatre pays concernés seraient l'Allemagne fédérale, la France, les États-Unis et la Grande-Bretagne, mais à Londres, un mutisme total est observé: le porte-parole déclare "no comment" aux questions des journalistes. Au Canada et au Japon, les premiers ministres affirment n'avoir pas pris part à la conversation sur l'Italie au "sommet" de Porto Rico, tandis qu'à Paris l'Élysée a "désapprouvé" les propos d'Helmut Schmidt. Seul le ministre ouest-allemand des affaires étrangères, M. Genscher a confirmé en précisant que "les partis communistes, même s'ils sont en désaccord avec Moscou, demeurent des partis communistes" avec pour but la dictature du prolétariat, formule pourtant abandonnée par le PCF en janvier de la même année.
Les propos d'Helmut Schmidt constituaient un "avertissement" aux marchés sur les réactions à la montée de l'eurocommunisme], selon les mémoires de l'amiral Antoine Sanguinetti.

### Congrès travailliste de Blackpool en septembre 1976
Un autre rendez-vous important est le congrès travailliste dans la station balnéaire de Blackpool qui démarre le 27 septembre et au cours duquel l'aile gauche du parti au pouvoir veut "reprendre l'offensive contre le gouvernement" et surtout la politique gouvernementale visant à réduire le rythme d'augmentation des dépenses publiques, mais aussi déployer une campagne protectionniste pour un contrôle des importations et la nationalisation des banques et des compagnies d'assurances. Le Monde observe alors que l'inflation, renforcée par les conséquences sur le coût de l'énergie importée de la chute de la livre sterling et surtout le million et demi de chômeurs laissent prévoir un " hiver de mécontentement".
Ce congrès travailliste se déroule dans un environnement européen modifié: la France vient de se convertir à la rigueur : le Premier ministre Jacques Chirac y a démissionné en août 1976. S'il va proposer un « véritable travaillisme à la française » dans son discours d'Egletons du 3 octobre 1976 et dans lequel il « théorise » une critique de gauche de la présidence Giscard, discours qualifié de "fondateur", son successeur Raymond Barre vient d'annoncer un sévère plan de rigueur, pour comprimer la demande finale, ce qui risque d'affaiblir le projet anglais de rééquilibrer la balance commerciale en exportant plus vers ses principaux voisins, parmi lesquels la France. Dès août 1976, Valéry Giscard d'Estaing déclare que combattre l'inflation à long terme est devenu le premier objectif et le 23 septembre Raymond Barre va jusqu'à annoncer un blocage des prix de trois mois et demi, à leur niveau du 15 septembre et jusqu'au 31 décembre, pierre angulaire du Plan Barre qui promet par ailleurs des réformes structurelles.
Deux jours après le début du congrès travailliste, Le Monde rappelle que l'Angleterre s'est lancée courageusement dans une politique des revenus, ses syndicats acceptant de voir les salaires progresser moins vite que les prix" mais qu'une nouvelle chute de la livre a pris le 29 septembre « de telles proportions que la Banque d'Angleterre a dû se résigner à intervenir » sur le marché des changes, à cause du congrès travailliste de Blackpool où les militants du parti au pouvoir n'ont pas soutenu ce virage. Il rappelle à ce sujet l'accord conclu par le gouvernement Callaghan avec les syndicats et le patronat pour « réduire à environ 10 % la progression des salaires au cours des douze mois à venir » mais rappelle aussi qu'il suffit qu'un syndicat de branche ou d'entreprise « s'écarte du consensus » pour que l'ensemble de cette politique « paraisse remise en cause ». Et justement, pour éviter une grève des marins, aux potentielles "conséquences désastreuses", la direction des syndicats a dû reculer tandis que les mineurs sont "à leur tour sur le sentier de la guerre".
L'OCDE observe ainsi qu'il y a eu « deux crises de la livre dans le courant de l'année » 1976 puis déplore au début de l'année suivante que le taux d'inflation britannique, « paraît devoir rester supérieur à 10 % pendant la majeure partie de l'année », après être revenu à 16,5 % en 1976, dans la mesure où finalement le pétrole de la mer du Nord n'aura un effet bénéfique sur la balance des paiements courants que plus tard, et n'atteindra finalement 8 milliards de dollars qu'en 1980 en attendant 12 milliards en 1985, après avoir été proche de zéro en 1975.

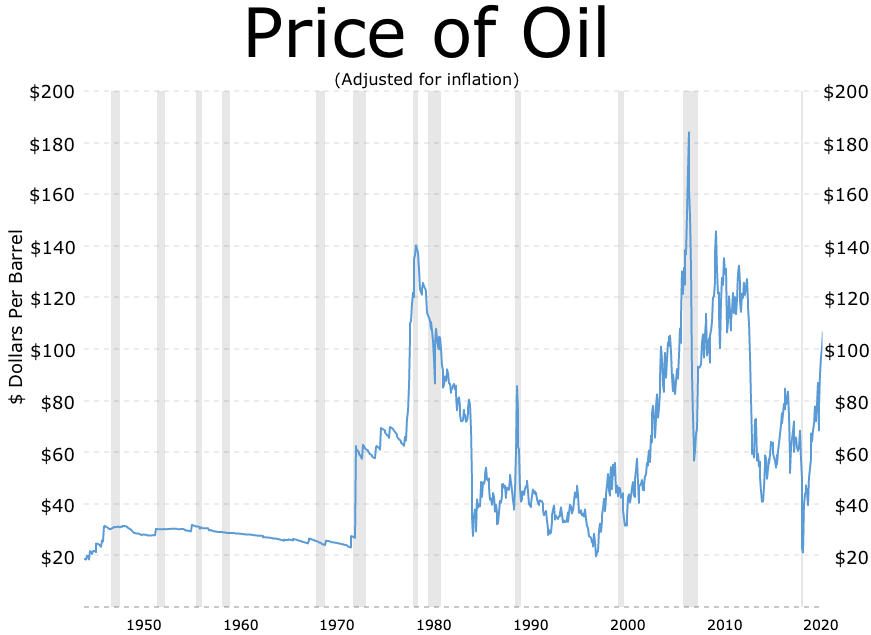
La crise pétrolière de 1973 a provoqué une hausse du prix du Brent.

## Conditions et rôle des prêts du FMI à l'Angleterre et l'Italie
La persistance d'une forte inflation, qui rend les financements bancaires et obligataires hors de prix, incite l'Angleterre et Italie à préférer le FMI comme créancier mais les conditions et rôle des prêts du FMI qui leur sont accordés varient en fonction des statuts de leur monnaie et la première est jugée prioritaires car ayant un statut de monnaie de réserve utilisée par les pays pétroliers. C'est donc à l'Angleterre que le FMI prête d'abord.
En 1976, le rôle du FMI a été « primordial » dans le processus de rétablissement dans « la confiance » dans la livre avec un « statut de monnaie de réserve », selon une analyse de  Jamie McGeever, pour Reuters même si cette monnaie avait abandonné l'étalon-or dès 1967 et subi dans la foulée « une forte dévaluation ». Certains pays ne souhaitaient pas que la livre soit "débarrassée de son rôle de monnaie de réserve" et que les dépôts des pays pétroliers soient simplement "transférés de Londres à Francfort": les représentants des pays qui allaient bientôt former le Groupe des Dix et la BRI ont ainsi « joué un rôle très important ».

### La préparation du prêt à l'Angleterre annoncé le 3 janvier 1977
Le Fonds monétaire international annonce tout d'abord le 3 janvier l'octroi d'une ligne de crédit de 3,9 milliards de dollars à la Grande-Bretagne, avec pour condition remarquée la réduction au cours des deux années à venir du déficit du secteur public, d'au moins 2,5 milliards de livres sterling, après une négociation de presque deux mois, car à partir de novembre 1976, les dirigeants de Londres fondent des espoirs sur la nouvelle administration formée par le président Jimmy Carter nouvellement élu, ce qui pourrait "faciliter un accord entre les grandes puissances financières" sur un plan d'économies plus modéré.
La devise britannique ayant à nouveau baissé quand fut connue la forte hausse des prix de gros d'octobre 1976, les gouverneurs de banques centrales réunis à Bâle, examinent début novembre un plan de soutien international à la livre, passant par un prêt de 3,9 milliards de dollars demandé par le Royaume-Uni au FMI, en vertu des "accords généraux d'emprunts" conclus en 1962.
Parmi les conditions que le gouvernement britannique doit remplir  pour ce prêt, un plafond de 5 % à l'augmentation des salaires pour lutter contre la forte inflation, ainsi que des dépenses sociales et de santé plafonnées ou réduites, ce qui a ensuite « fait exploser le chômage et le mécontentement social » et indisposé l'opinion publique. Mais selon les économistes, le changement de politique du gouvernement britannique avait déjà été largement amorcé avant l’arrivée des experts du FMI. Et avant le prêt du FMI en septembre, les Banques centrales avaient apporté au printemps les facilités de crédit permettant de faire face à la crise monétaire sans avoir à intervenir sur le marché des changes.
Dans un premier temps, le chancelier de l'Échiquier effectue la promesse de limiter l'expansion monétaire à 12 % par an, sans être jugé crédible sur ce point, en plus d'économies budgétaires de 2 milliards de livres par an annoncées en juillet. Mais ensuite, les milieux financiers s'attendent à voir le FMI exiger d'autres coupes dans les dépenses publiques, en pariant sur des chiffres  purement spéculatifs", allant de 1 à 3 milliards de livres car il savent que "exigences" du FMI divisent, même au-delà du gouvernement britannique, avec en particulier le Sunday Times, peu suspect de tendresse pour les travaillistes, s'en prend de façon très directe au secrétaire américain au Trésor, le Républicain William Simon, qui ne répondrait qu'à la "psychologie masochiste" des théoriciens monétaristes.
Les controverses évoquent en décembre un "éclatement" du cabinet, avec la "démission des champions de la gauche travailliste opposés aux économies", mais qui est évité par un compromis: les dépenses de l'État amputées de 1,5 à 2 milliards de livres, repoussant une partie des sacrifices les plus pénibles.

### Le prêt du FMI à l'Italie
Pour permettre à Rome d'obtenir elle aussi du FMI un prêt de 530 millions de dollars, en Italie, l'indexation des salaires sur les prix, ou "échelle mobile des salaires" est suspendue en octobre 1976 par un plan anti-inflationniste plus global: les salariés touchant plus de 6 millions de lires par an voient "la moitié des augmentations de rémunération résultant de l’indexation, convertie en bons du Trésor non négociables pendant cinq ans", mesure qui n’est cependant "restée que quelques mois en vigueur".
Les syndicats italiens annonceront à leur tour, après ceux de l'Angleterre, une importante concession, via l'accord du 30 mars 1977, considéré comme "un succès pour le président du conseil Giulio Andreotti". Le prêt du FMI est accordé peu après, le 18 avril 1977, en précisant que le gouvernement italien ne pourra tirer sur ce crédit qu'en trois tranches inégales échelonnées dans le temps: fin 1977, juillet 1978 et décembre 1978.

## Conséquences de la crise

### Conséquences en Angleterre

#### Stabilisation économique
Le prêt du FMI a permis de stabiliser l'économie du Royaume-Uni tout en mettant en œuvre des coupes budgétaires drastiques. Entre les années fiscales 1976-1977 et 1978-1979, le besoin public de financement sera ramené à 5 % du PIB, au prix d'une stratégie de « couper dans les dépenses publiques afin de museler l'inflation », qui vise aussi à tenter de « doper l'export ».
L'économie se tourne plus vers l'exportation :  en 1976, les exportations britanniques vers la France ont ainsi augmenté rapidement, « entraînant ainsi une réduction très nette de l'excédent français », constate en janvier 1977, le Premier ministre français Raymond Barre, qui de son côté a bloqué les prix à partir de septembre 1976 par le plan Barre.
Seule la moitié du prêt fut effectivement utilisée par le gouvernement britannique, Denis Healey, estimant que la principale raison pour laquelle le prêt devait être demandé était que les montants des besoins d'emprunt du secteur public fournis par le Trésor britannique étaient largement surestimés. La totalité du prêt était remboursée le 4 mai 1979 au lendemain des élections générales.

#### Division de la gauche
Début 1977, on constate cependant dans les usines anglaises « une opposition croissante à une troisième année de restrictions qui ferait suite à celle se terminant à la fin de juillet 1977 », car il n'y a pas eu d'accord d'échelle mobile depuis la fin des « seuils d'augmentation » de 1974, les salaires n'ayant en conséquence « pas progressé aussi vite que les prix ». Les chiffres montrent une augmentation « de 0,5 % » des salaires « entre juillet et décembre 1976 », pour « une hausse des prix de 11 % ». Malgré la sécurité apportée par le prêt du FMI, le Parti travailliste avait déjà commencé à se diviser en camps social-démocrate et socialiste, provoquant d'âpres disputes au sein du parti et avec les syndicats.

#### Grèves de 1978-1979
Devenu impopulaire, le gouvernement travailliste de James Callaghan est affaibli aussi sur le front social au moment de l'hiver du mécontentement. Lancées dès octobre 1978, des grèves générales progressivement devenues impopulaires vont durer jusqu'en janvier-février 1979 et déstabiliser le gouvernement travailliste, contraint à la démission en mars 1979, quelques mois avant l'échéance d'octobre 1979, soit les quatrièmes élections générales convoquées par anticipation pour cause de situation sociale tendue, après celles de 1966, 1970 et les deux scrutins de l'année 1974. Certains pensent que la crise de la livre sterling et le plan de sauvetage du FMI pourraient avoir contribué de manière significative à la victoire des conservateurs de Margaret Thatcher en 1979.

### Conséquences en France
Le franc doit sortir mi-mars du Serpent monétaire européen et le 22 septembre 1976 c'est l'annonce du plan Barre, après le départ de Jacques Chirac du poste de premier ministre, où il est remplacé par  plan Barre, adepte d'un plan de rigueur.
Ce plan Barre fera "les gros titres des journaux",,:
- gel des prix et salaires pendant trois mois[102];
- cotisations de Sécurité sociale relevées pour tout le monde[22];
- prix de la vignette augmenté de 43 % 127 %, taxes sur le super de 27 centimes[22];
- l'inflation doit être limitée à 6,5% pour l'année 1977[22];
- les impôts sur le revenu sont majorés de 4 % à 8 % pour les contribuables aisés[22];
- l'impôt sur les sociétés est majoré de 4 %[22];
- les seules mesures budgétaires de soutien à l'activité concernent la politique de l'emploi[103].

Finalement l'inflation atteindra 11% en 1976, nettement en dessous des 13% redoutés par les experts.

### Conséquences en Italie
Le compromis historique proposé par le leader du PCI Enrico Berlinguer et qui a reçu un bon accueil du leader de la DC Aldo Moro n'aboutit finalement pas, même si le rapprochement entamé reste d'actualité.

## Comparaison avec la crise des subprime de 2008-2009
La livre sterling a perdu en 1975-1976 un tiers de sa valeur en moins de deux ans, pour tomber à 1,60 dollar et connaîtra  à nouveau une dépréciation de cet ordre, à la fin des années 2000, vis-à-vis du dollar et de l'euro, au moment de la crise des subprime. En 1976, le besoin public de financement s'élevait à 9 % du produit intérieur brut (PIB), niveau qui ne sera à nouveau approché dans ce pays que lors de l'année budgétaire 2009-2010. Mais si en 1975, les salaires progressaient de 30 % par an pour une hausse des prix culminant à 25 %, en 2008, ils  n'augmentent plus que de 3 %.

## Chronologie
- 10 avril 1972 : les rattrapage de 20 % pour les salaires des mineurs ;
- 10 avril 1972 : le Serpent monétaire européen créé par l'accord de Bâle ;
- 17 octobre 1973 : sept pays de l'OPEP[104] annoncent diminuer chaque mois de 5 % leur production jusqu'au retrait d'Israël des territoires arabes ;
- février 1974 : en pleine grève des mineurs britanniques de 1974, le 1er ministre conservateur Edward Heath convoque des élections anticipées qu'il perd ;
- mars 1974 : les salaires des mineurs augmentés fortement ;
- janvier 1975 : le pétrole de Mer du Nord prometteur, Londres exige 51 % des nouvelles sociétés ;
- mai 1975 : le 1er ministre Harold Wilson convoque un référendum pour appuyer la renégociation de l'adhésion de 1973 et rassurer la gauche du Labour[105] ;
- 5 juin 1975 : Les Britanniques suivent Harold Wilson, votent à 67 % oui au référendum,
- juin 1975 : les cheminots obtiennent une hausse de salaire de 29,8 %[106] ;
- 11 juillet 1975 : livre blanc : l'attaque contre l'inflation, accepté par 19 votes à 13 à la direction du TUC ;
- été 1975 : l'or noir arrive en Écosse, recettes fiscales de 3 milliards attendues d'ici à 1980[16] ;
- août 1975 : l'inflation connait une pointe à 27 %[30] ;
- 7 octobre 1975 : un million de chômeurs, les syndicats soutiennent la limitation « volontaire » des hausses de salaire pour un an à dater du 1er août dernier[105] ;
- décembre 1975 : le pic d'inflation a atteint en novembre 24,2 % au Royaume-Uni[82] ;
- janvier-février 1976 : attaque des marchés financiers contre le franc français[45] ;
- 16 février 1976 : l'inflation anglaise sur 12 mois revient à 23,4 %, contre 24,9 % en décembre et 25,2 % en novembre, et environ 15,5 % en rythme annualisé[107] ;
- 5 mars 1976 : attaque des marchés financiers contre le franc français et le franc belge, mais aussi la couronne danoise[45] ;
- 11 mars 1976 : l'OCDE recommande au Royaume-Uni de « donner à nouveau la priorité au freinage de l'inflation »[108] ;
- 15 mars 1976[45] : Jacques Chirac sort la France du SME à la veille de cantonales perdues ;
- 16 mars 1976 : démission surprise du Premier ministre Harold Wilson ;
- 25 mars 1976 : Michael Foot en tête (28,7 %) du vote sur la succession d'Harold Wilson ;
- 30 mars 1976 : Michael Foot obtient 42,6 % du second tour du vote ;
- 5 avril 1976 : James Callaghan vainqueur du 3e tour avec 56,2 %, succède à Harold Wilson ;
- juin 1976 : record de faiblesse de la livre sterling par rapport au dollar ;
- 7 juin 1976 : prêt international des banques centrales à la Grande-Bretagne de 5,3 milliards de dollars[67] ;
- 17 juin 1976 : réunion extraordinaire du congrès des Trades Union sur la politique de revenus[67] ;
- 21 juin 1976 : le syndicat des transports et la fédération des mineurs acceptent de respecter le nouveau plafond d'augmentation des salaires[16] ;
- 13 juillet 1976 : tombée à 1,70 dollar, la livre est remontée entre 1,77 et 1,805 dollar[67] ;
- 28 août 1976: chute de Jimmy Carter dans les sondages après avoir proposé l'amnistie des déserteurs du Vietnam[35],
- août 1976 : le Premier ministre français Jacques Chirac démissionne, remplacé par Raymond Barre ;
- 22 septembre 1976: chute de Jimmy Carter dans les sondages après l'interview au magazine Playboy[36];
- 23 septembre 1976 : blocage des prix par le Premier ministre français Raymond Barre ;
- 29 septembre 1976 : Congrès de Blackpool du Labour, faible soutien des militants au virage austéritaire[82] ;
- 29 septembre 1976 : la Banque d'Angleterre à nouveau sur le marché des changes[82] ;
- septembre 1976 : après avoir sollicité l'aide des États-Unis[109], le chancelier de l'Échiquier Denis Healey demande la totalité des 3,6 milliards de dollars autorisés[110],[31],[111],[112],[113], auprès du FMI, au prix de nombreuses concessions[112] ;
- octobre 1976 : la livre ne vaut plus que 1,56 dollar, elle a perdu 40 % par rapport au dollar depuis 1967[114].